# Krokodilopol
Krokodilopol(is) (grčki Κροκοδείλων πόλις), zvan također Ptolemais Euergetis i Arsinoja (grčki Ἀρσινόη) je bio grad u drevnom Egiptu na zapadnoj obali Nila, jugozapadno od Memfisa. Egipatsko ime za ovaj grad je bilo Šedjet. 
U davna je vremena grad bio poznat po kultu boga-krokodila Sobeka, koji je bio predstavljen svetim krokodilom zvanim Petsučos ("Sobekov sin").
Ptolemej II. Filadelf je promijenio ime grada u Arsinoja, jer je Arsinoja II. bila njegova sestra i žena. 
Na mjestu ovog grada danas se nalazi Al Fayyum.

## Vanjske poveznice
|  | Zajednički poslužitelj ima još gradiva o temi Krokodilopol |